# Ninox affinis
Coruja-gavião-das-andamão ou mocho-das-andamão (Ninox affinis) é uma espécie de ave estrigiforme pertencente à família Strigidae.